# 老人年金
老人年金，或稱「敬老津貼」，在台灣由范振宗於新竹縣縣長任內首創，針對年滿65歲的新竹縣縣民，每月發放5000元。陳水扁擔任台北市長時也跟進，至其2002年總統任內時，改為每月發放新台幣3000元。今日台灣的國民年金，則繼承此對於老人的基本生活的保障，並改名為「老人基本保障年金」。

## 老年基本保證年金

### 發放金額
發給3,628元（之前97年10月至100年12月為每月3,000元，101年1月至104年12月為每月3,500元，105年1月起為每月3,628元）

### 發放標準
國民年金法施行時，已年滿65歲國民，在中華民國（臺灣）設有戶籍，且於最近3年內每年居住超過183日，而無下列各款情事之一者：
1. 經政府全額補助收容安置。
2. 領取軍人退休俸（終身生活補助費）、政務人員、公教人員、公營事業人員月退休（職）金或一次退休（職、伍）金。但原住民領取一次退休（職、伍）金者，不在此限。
3. 領取社會福利津貼。
4. 稅捐稽徵機關核定之最近一年度個人綜合所得總額合計新臺幣50萬元以上。
5. 個人所有之土地價值（以公告土地現值計算）及房屋價值（以評定標準價格計算）合計新台幣500萬元以上。
6. 入獄服刑、因案羈押或拘禁。

### 發放方式
符合資格的人可直接向勞保局國民年金業務處申請，之後每個月會匯入當初申請的帳戶。

### 發放標準有爭議處
1. 舉凡軍公教人員，不論其月退或一次退的金額有多少，皆不可請領老人年金。導致對於為國家奉獻一輩子的基層軍公教人員的不平等待遇。
2. 凡是早已脫產給子女的富豪們，如最近一年度個人名下的所得未達5萬，反而有機會可以請領老人年金的詭異現象。
3. 沒有繳費的老人基本保障年金及殘障基本保障年金的那些族群卻可以領取年金極度不合理拖垮國民年金財務與影響國民年金繳費率。